# Misha Collins

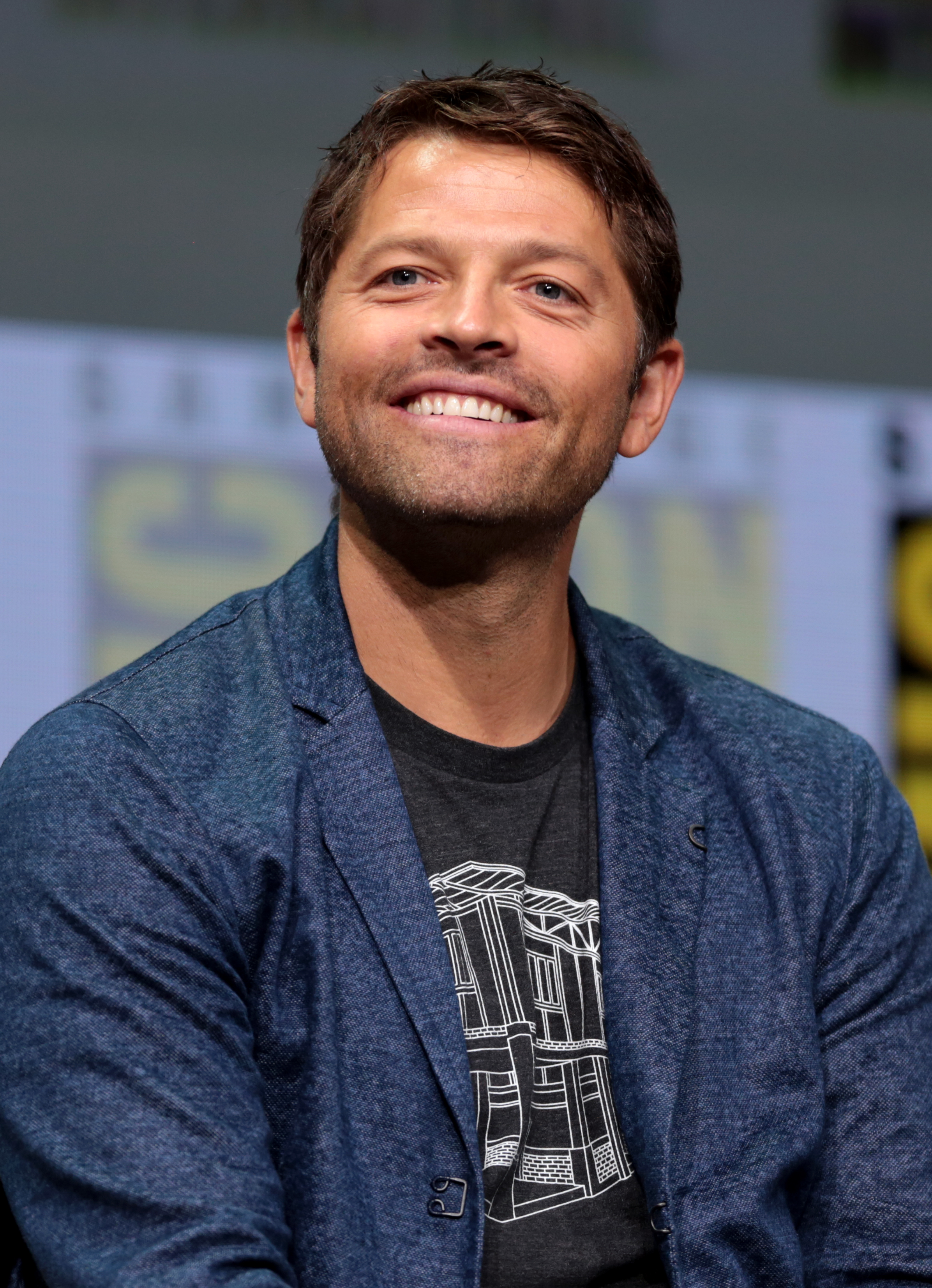
Collins auf der San Diego Comic-Con 2017

Misha Collins (* 20. August 1974 in Boston, Massachusetts als Dmitri Tippens Krushnic) ist ein US-amerikanischer Schauspieler und Regisseur.

## Leben
Misha Collins wuchs als Misha Dmitri Tippens Krushnic in Boston auf. Er studierte Soziologie in Washington, D.C. und gründete mit seiner Frau eine Softwarefirma. 1996 verließ Collins die University of Chicago mit Abschluss. In Washington nahm er an einem Schauspielkurs teil und wurde entdeckt. Er wirkte in Serien wie Charmed – Zauberhafte Hexen oder 24 mit. Von 2008 bis 2020 spielte er als Engel Castiel eine der Hauptrollen in der Fernsehserie Supernatural.
Am 6. Oktober 2001 heiratete Collins die Autorin und Sexualhistorikerin Victoria Vantoch in Maine. Sie haben einen Sohn und eine Tochter (* 2010 und * 2012).
Mit der Wohltätigkeitsorganisation Hope to Haiti sorgte Collins nach der Flutkatastrophe in Haiti für den Bau eines Waisenhauses und Gemeindezentrums und betreut weitere Projekte dieser Art in Haiti und Nicaragua.

## Filmografie (Auswahl)

### Fernsehserien
- 1998: Legacy (Folge 1x08)
- 1999: Charmed – Zauberhafte Hexen (Charmed, Folge 2x07)
- 2000: New York Cops – NYPD Blue (NYPD Blue, Folge 7x12)
- 2001: Seven Days – Das Tor zur Zeit (Seven Days, Folge 3x21)
- 2001: 24 (7 Folgen)
- 2005: CSI: Den Tätern auf der Spur (Staffel 5, Folge 13)
- 2005–2006: Emergency Room – Die Notaufnahme (3 Folgen)
- 2006: Close to Home (Folge 2x08)
- 2006: Navy CIS (NCIS, Folge 4x03)
- 2006: Monk (Folge 4x12)
- 2007: Without a Trace – Spurlos verschwunden (Without a Trace, Folge 6x05)
- 2007: CSI: NY (Folge 4x01)
- 2008–2020: Supernatural
- 2009: Nip/Tuck – Schönheit hat ihren Preis (Nip/Tuck, Folge 5x19)
- 2012: Ringer (Folge 1x14)
- 2014: Whose Line Is It Anyway? (Folge 10x13)
- 2017: Timeless (Folge 1x15)
- 2023: Gotham Knights (13 Episoden)

### Spielfilme
- 1999: Liberty Heights
- 1999: Durchgeknallt (Girl, Interrupted)
- 2003: Moving Alan
- 2003: Finding Home
- 2006: Karla
- 2008: Nur über ihre Leiche (Over Her Dead Body)
- 2010: Stonehenge Apokalypse (Fernsehfilm)

### Webserien
- 2010: Ghostfacers
- 2011: Divine[7]
- 2013: TSA America: Level Orange
- 2016: Kings of Con

## Auszeichnungen und Nominierungen

### People’s Choice Award
- 2015: Auszeichnung für Supernatural [Favorite Sci-Fi/Fantasy TV Actor][8]